# Негру Вода (Констанца)
Негру Вода (рум. Negru Vodă) насеље је у Румунији у округу Констанца у општини Негру Вода. Oпштина се налази на надморској висини од 151 m.

## Становништво
Према подацима из 2002. године у насељу је живело 4484 становника.

### Попис2002.
| Расподела становништва по националности 2002.‍ | Расподела становништва по националности 2002.‍ | Расподела становништва по националности 2002.‍ | Расподела становништва по националности 2002.‍ | Расподела становништва по националности 2002.‍ |
| --------------------------------------------- | --------------------------------------------- | --------------------------------------------- | --------------------------------------------- | --------------------------------------------- |
|                                               |                                               |                                               |                                               |                                               |
| Румуни                                        | Румуни                                        |                                               | 4.339                                         | 96,9%                                         |
| Роми                                          | Роми                                          |                                               | 6                                             | 0,1%                                          |
| Турци                                         | Турци                                         |                                               | 72                                            | 1,6%                                          |
| Татари                                        | Татари                                        |                                               | 63                                            | 1,4%                                          |